# Pian di Scò
Pian di Scò és un municipi situat al territori de la província d'Arezzo, a la regió de la Toscana (Itàlia).
Limita amb els municipis de Castel San Niccolò, Figline Valdarno, Loro Ciuffenna, Castelfranco di Sopra, Reggello, San Giovanni Valdarno i Terranuova Bracciolini.
Des de l'1 de gener del 2014 és una frazione del nou municipi de Castelfranco Piandiscò. aquest s'ha format amb la fusió de Castelfranco di Sopra i Pian di Scò.

## Galeria fotogràfica

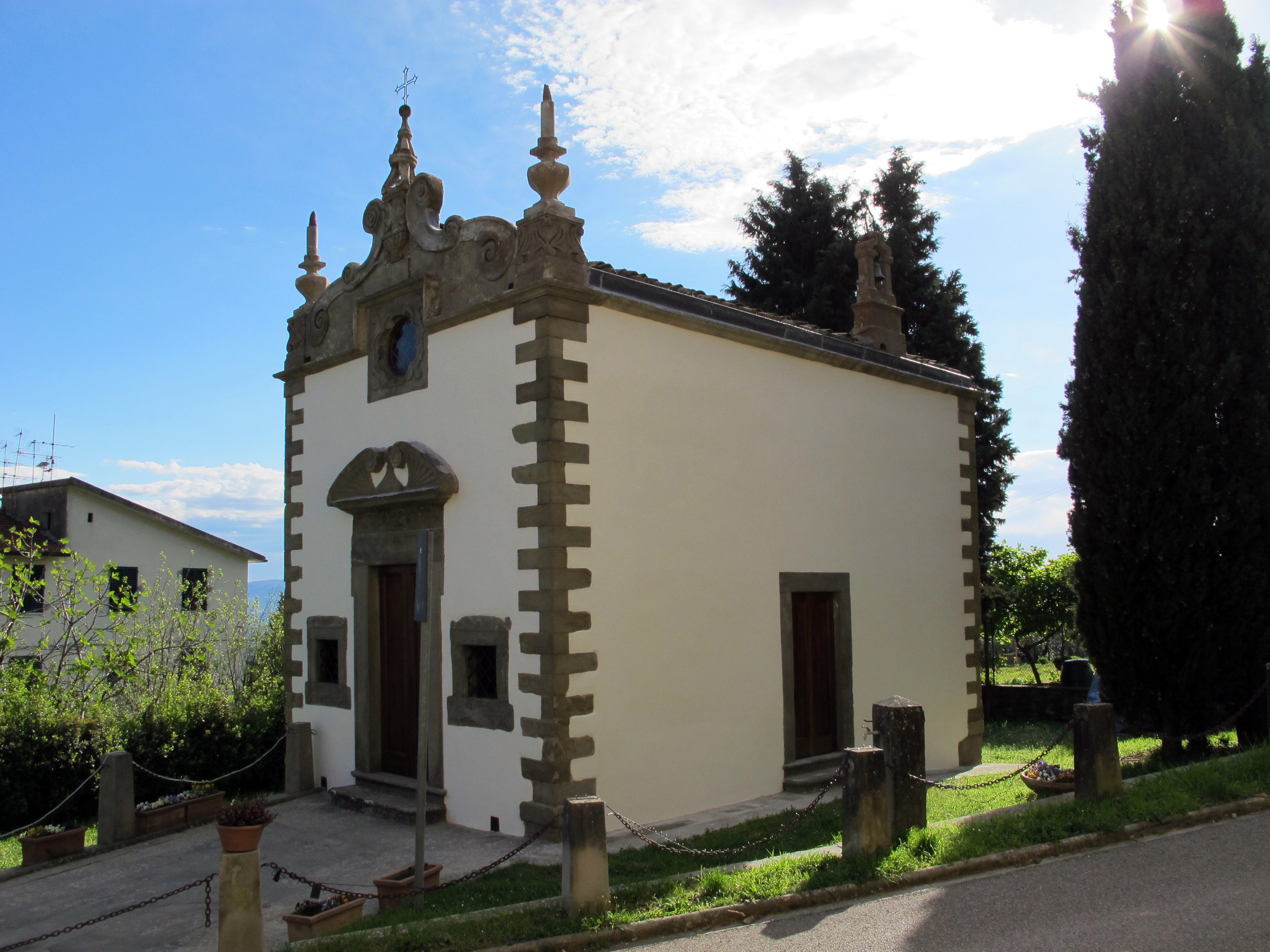
Capella de la Immaculada Concepció
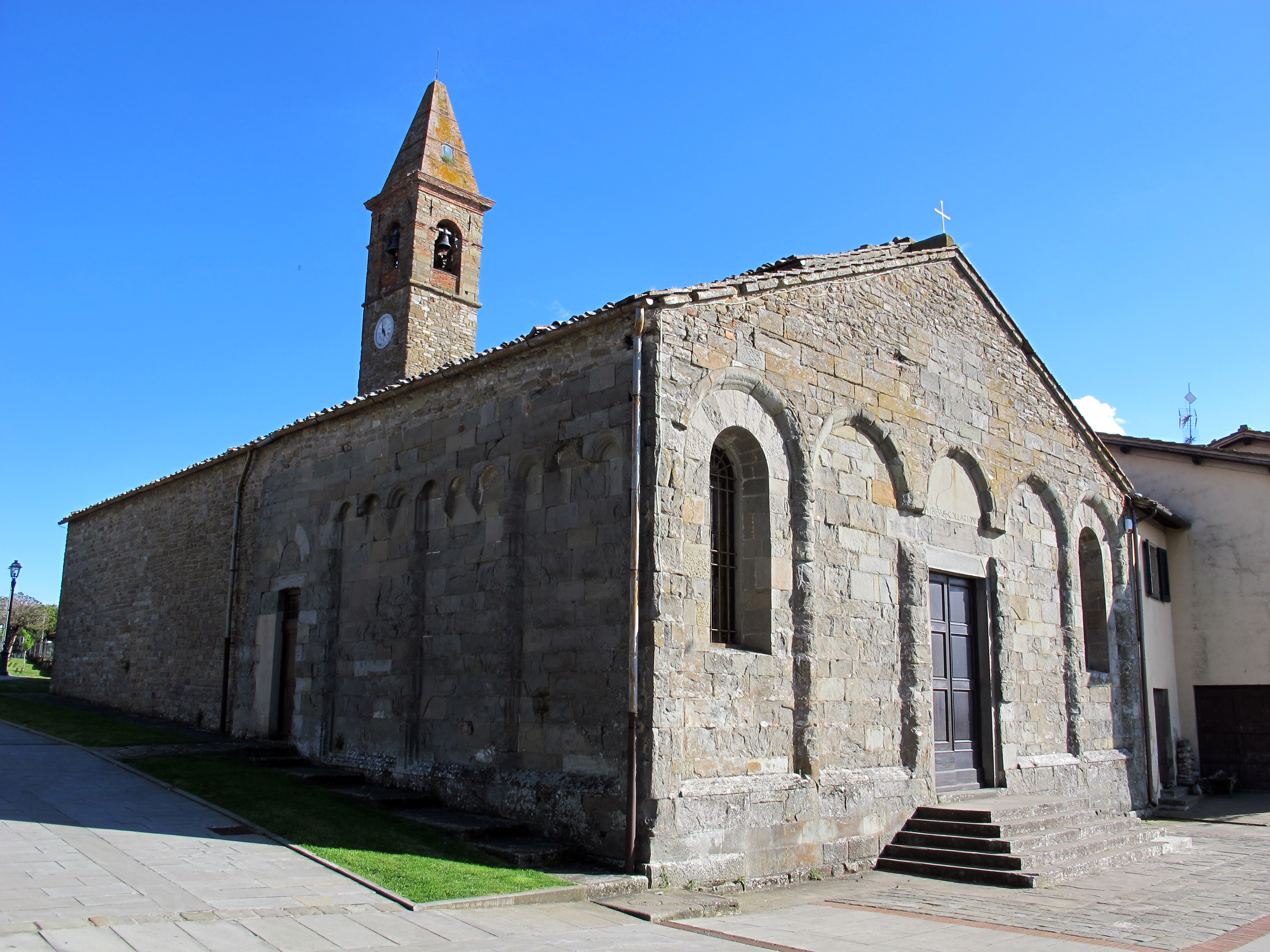
Església de Sta. Maria